# 白瘤卷管螺
白瘤卷管螺（学名：Brachytoma vexillum），是新腹足目卷管螺科Brachytoma属的一种。主要分布于印度尼西亚、中国大陆、台湾，常栖息在泥沙质海底、潮下带。
有意見認為該物種與是同一物種。